# Sunători
Sunători – wieś w Rumunii, w okręgu Suczawa, w gminie Dorna–Arini. W 2011 roku liczyła 238 mieszkańców.